# Roger Padilla
Roger Padilla Rodríguez (Santa Coloma de Gramanet, 10 de enero de 2004) es un actor español conocido por su participación como Pablo Vega, en la serie de Antena 3, Bajo sospecha (2015).

## Biografía y Carrera
Roger Padilla, nació el 10 de enero de 2004 en Santa Coloma de Gramanet (Barcelona). Desde bien pequeño ha estado estudiando interpretación en varias escuelas de Barcelona. Empezó a hacer publicidad hasta que en 2013 llegó su primer proyecto de ficción profesional, la película Un cuento de navidad, dirigida por Sílvia Quer para Televisión Española. Un año más tarde, de la mano de la misma directora, protagonizó Bajo sospecha, la serie que le dio a conocer. 
Más tarde participó en varias series de TV3 como La Riera o Cites y en la serie de Antena 3, Amar es para Siempre. En 2021 anunció que iba a participar en la nueva serie sobre la vida de Bob Pop, Maricón Perdido.

## Filmografía

### Cine
| Año  | Título   | Personaje | Director  | Ref.  |
| ---- | -------- | --------- | --------- | ----- |
| 2016 | Vulcania | Lucas     | José Skaf | [ 6 ] |

### Televisión
| Año       | Título                | Personaje    | Canal                 | Ref.   |
| --------- | --------------------- | ------------ | --------------------- | ------ |
| 2013      | Un Cuento de Navidad  | Alex         | La 1                  |        |
| 2014      | Bajo sospecha         | Pablo Vega   | Antena 3              | [ 7 ]  |
| 2015      | Cites                 | Adrià        | TV3                   | [ 8 ]  |
| 2016-2017 | La Riera              | Jan          | TV3                   |        |
| 2017      | Amar es para Siempre  | Javier Niño  | Antena 3              | [ 9 ]  |
| 2021      | Maricón Perdido       | Carlos Lara  | TNT (ahora Warner Tv) | [ 10 ] |
| 2024      | Regreso a Las Sabinas | Lucas Rivera | Disney+               | [ 11 ] |
| TBC       | Viaje de Fin de Curso | -            | Prime Video           |        |

### Cortometrajes
| Año  | Título                     | Director                        | Ref.   |
| ---- | -------------------------- | ------------------------------- | ------ |
| 2016 | Marcianos de Marte         | Fernando Trujols                |        |
| 2016 | e-Life                     | Mario DC Carbajosa y Vibha D.M. | [ 12 ] |
| 2020 | Rapsodia Sobre una Manzana | Carlos Calvar                   |        |